# Jorgeus jimenezi
Jorgeus jimenezi là một loài tò vò trong họ Ichneumonidae.